# 皮克斯动画工作室
皮克斯動畫工作室（英語： /ˈpɪksɑːr/，香港译作“彼思动画制作室”），簡稱皮克斯（英语：Pixar），是一家位於美國加州埃默里維爾的计算机动画制片厂。該公司也制作電腦三維软件，例如用于影视效果制作并符合自家制定的RenderMan规范的三维渲染软件包“PRMan”。在1985年，在董事會的鬥爭失勢後，史蒂夫·賈伯斯離開了蘋果公司並成立了NeXT。1986年，賈伯斯收購了盧卡斯影業的電腦動畫部。2006年，皮克斯被华特迪士尼公司以74亿美元收购，成为迪士尼的一部分，賈伯斯亦因此成为迪士尼在2006年至2011年的最大個人股东，直到2011年賈伯斯逝世后股权才完全归入迪士尼。
截至2022年，皮克斯一共发布了28部动画长片，第一部是1995年的《玩具總動員》，最近的一部是2024年的《腦筋急轉彎2》。皮克斯的23部作品都获得了CinemaScore至少“A-”的评价，表示得到了观众的积极接受。该公司也制作一些动画短片。截至2019年7月，该公司的所有作品在全世界累计获得了140亿美元的票房，平均每部电影获得6.8亿美元。有15部皮克斯电影曾进入電影票房收入前五十名，而《玩具總動員3》（2010）、《海底總動員2》（2016）、《超人总动员2》（2018）与《玩具总动员4》（2019）目前仍保持在前五十名，其中《玩具总动员3》成为了全球首部超过十亿美元票房的动画电影。
皮克斯至2021年已获得23次奥斯卡奖、12次金球奖、11次格莱美奖以及其他奖项。自2001年奥斯卡最佳动画片奖设立以来，皮克斯电影有十一部获奖，分别是《海底总动员》（2003）、《超人总动员》（2004）、《料理鼠王》（2007）、《机器人总动员》（2008）、《飞屋环游记》（2009）、《玩具总动员3》（2010）、《勇敢传说》（2012）、《头脑特工队》（2015）、《可可夜總會》（2017）、《玩具總動員4》（2019）和《靈魂急轉彎》（2020）；还有四部《怪兽电力公司》（2001）、《汽車總動員》（2006）、《超人总动员2》與2023年的《元素方城市》获得提名。《飞屋环游记》与《玩具总动员3》提名奥斯卡最佳影片奖。
2009年9月6日，皮克斯成员约翰·拉塞特、布拉德·伯德、皮特·多克特、安德鲁·斯坦顿、李·安克里奇在威尼斯电影节上获得榮譽金獅獎，由乔治·卢卡斯颁奖。

## 歷史

### 早期历史

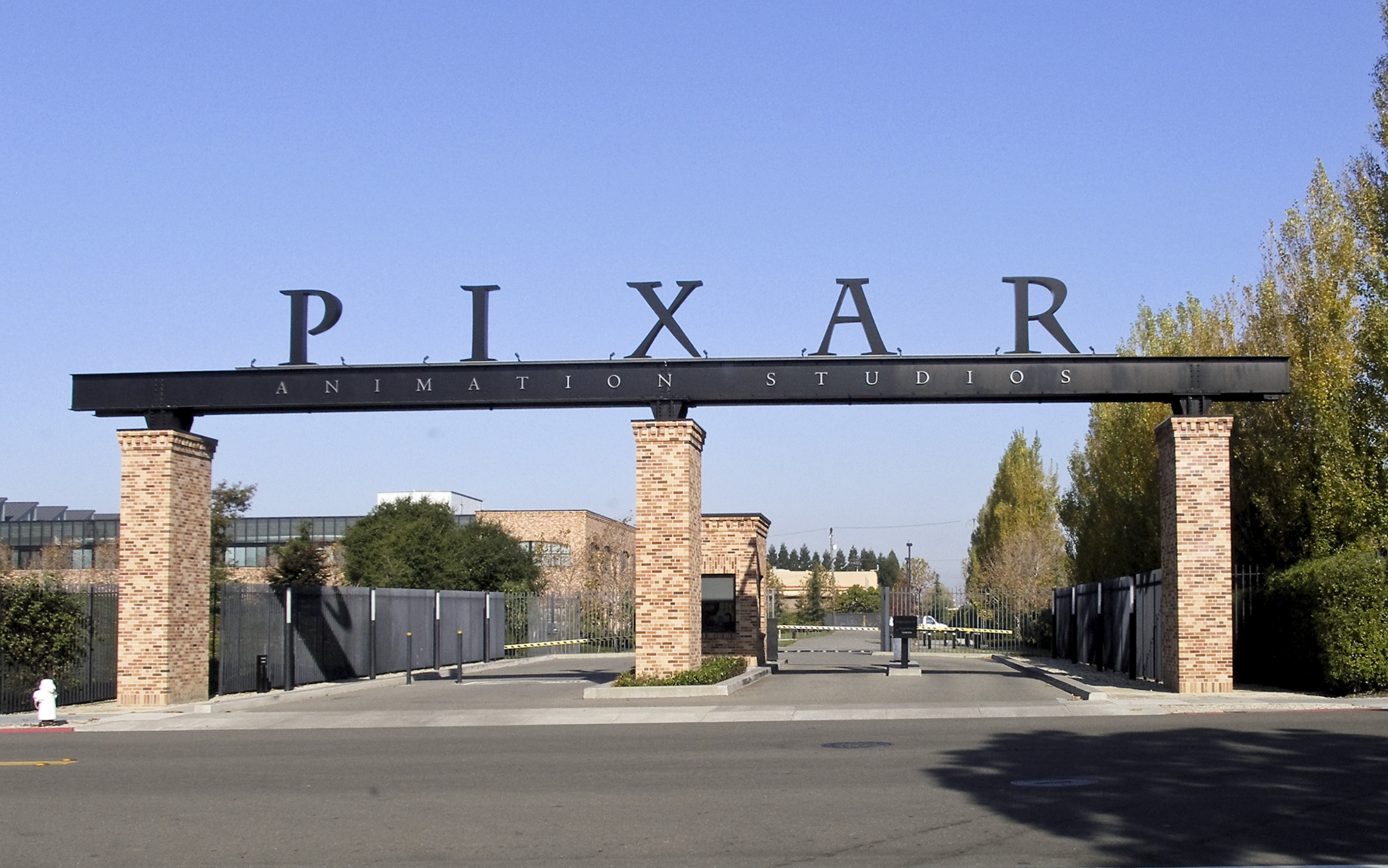
位于爱莫利维尔的皮克斯工作室公司入口，皮克斯于2000年11月搬到这里。

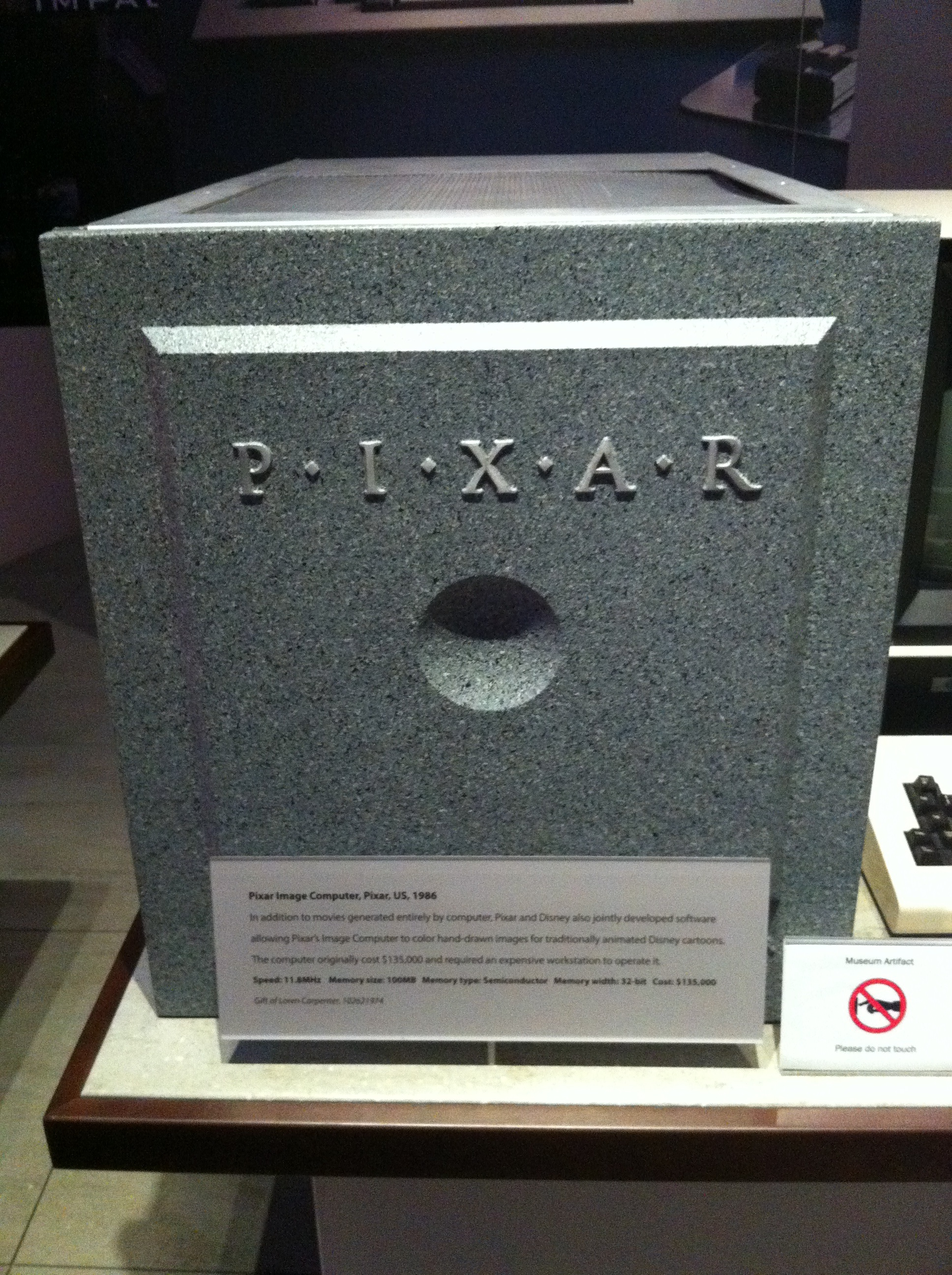
皮克斯图像电脑，上面印有皮克斯1986年至1995年的标志。现藏于计算机历史博物馆。

皮克斯的前身是卢卡斯影业的电脑图形部，成立于1979年。
当年，乔治·卢卡斯执导的科幻影片《星球大战》获得成功后，卢卡斯电影公司成立电脑动画部，并从纽约理工大学招来当时电脑图形实验室的负责人艾德文·卡特姆。在纽约理工大学，当时的研究人员开发的很多先进技术成为之后工业界的技术基础，例如艾德文·卡特姆与匠白光发明的阿尔法通道，及几年后CGL制作的实验电影《The Works》。当研究团队进入卢卡斯电影公司后开发了RenderMan接口规范的前身REYES（“Renders everything you ever saw”，意为渲染出所有你曾看到的），并开发了一些包括“粒子特效”（Particle Effects）在内的CG特效及各种制作动画的关键技术。
该团队在之后的数年参与制作卢卡斯影业和工业光魔的电影特效。在此期间，团队制作了一些具有里程碑地位的电影的特效，如《星际旅行II：可汗怒吼》与《少年福尔摩斯》，团队成员也扩大到45人。1984年，约翰·拉萨特导演的《安德鲁和威利的冒险》在SIGGRAPH展出。1986年，由于卢卡斯的离婚官司，星球大战的收益减少，喬治·盧卡斯遭遇现金流危机，决定出售这个团队。而史提夫·賈伯斯当时刚刚离开蘋果電腦公司成立NeXT工作室需要召募，他個人决定以1千万美元收购了这个团队，其中500万美元用于收购，500万美元作为新公司的启动资金。乔布斯任新公司的董事长，艾德文·卡特姆任公司总监，匠白光任执行副总裁。

### 乔布斯時期
最初的皮克斯此時的业务是生产电脑硬件，主要产品是一款名为主要产品是一款名为皮克斯图像电脑的图像处理计算机，主要客户群面有政府和医疗机构。华特迪士尼动画长片是皮克斯当时最大的客户，用该系统和定制软件作为他们秘密的计算机动画制作系统（CAPS）的一部分，并完成二维动画中费力的填色工作。该系统销路一般，为了更好地推销，皮克斯雇佣约翰·拉萨特执导制作了等动画短片来展示电脑动画的实力，并将这些动画短片在SIGGRAPH上展示。
由于电脑业务不利，乔布斯投入越来越多的资金，并从管理层和员工中掌握越来越多的所有权；最后，在这几年里皮克斯总共获得的5000万美元投资几乎都由乔布斯提供。约翰·拉萨特领导的动画部门开始为其他公司提供电脑动画制作服务，例如为纯果乐、李施德林与Life Savers制作电视广告。1990年4月，皮克斯向Vicom Systems出售其硬件部门，包括所有的专有硬件技术和图像处理软件，并从100名员工中裁员18人，将办公地点从圣拉斐尔迁到里士满。当年，皮克斯净亏损830万美元。在这个时期，皮克斯仍保持与迪士尼动画的合作，并使其最终成为最重要的合作伙伴。1991年，经过一个艰难的开始后，皮克斯又裁员30人，其中包括公司总裁查克·柯斯塔，从而使员工数仅剩42人，基本上与最初相同。当年，皮克斯接到了迪士尼动画的一个订单。迪士尼动画作为制片方投资2600万美元，由皮克斯制作三部电脑动画，第一部为。在那时，皮克斯仅剩下开发RenderMan与CAPS的软件程序员们，以及拉萨特的制作电视广告、为尼克儿童频道制作3-D Stings、为芝麻街制作短片的动画部门。
尽管得到了迪士尼的订单，由于长期不能盈利，乔布斯决定出售皮克斯；到了1994年乔布斯甚至打算将皮克斯卖给包括微软在内的一些公司。直到纽约的评论家认为《玩具总动员》将会成功，并且迪士尼同意将玩具总动员推到1995年的暑期档发行之后，賈伯斯才决定暂停出售，给皮克斯最后一个机会。乔布斯也从此开始在公司中扮演积极的领导者角色。紧接着，《玩具总动员》发布，在全球获得3.61亿美元的票房。1995年11月29日，皮克斯进行首次公开募股，每股22美元。2000年11月，皮克斯将办公地点迁到爱莫利维尔。

### 迪士尼时期
迪士尼本想将直接投入电视市场，在皮克斯的坚持之下，最终影片进入院线播放。但之后双方产生分歧，迪士尼拒绝皮克斯提出的的制作。尽管双方都获得了巨大的利润，皮克斯对于利润的分成表示不满。皮克斯是制作方，迪士尼负责市场和发行。双方各自平分制作费和票房。但是迪士尼拥有电影最终的版权，并得到之后的发行利润。制作续集权利的归属可能是皮克斯与迪士尼的争端最突出的一个方面。
双方在2004年开始新一轮的谈判。皮克斯想要保留自己动画电影的全部版权，完全自主投资且得到100%的利润，而只付给迪士尼10-15%的发行费用。更重要的是，皮克斯要求取得之前5部动画电影的全部版权，其中包括和。迪士尼表示条件无法接受。
由于乔布斯和迪士尼的CEO迈克尔·艾斯纳都不愿让步，使得之后的谈判陷入僵局。皮克斯开始寻求迪士尼之外的发行商，而迪士尼也开始准备由自己的电脑动画部制作自己的《玩具总动员3》。经过漫长的沉寂，两家公司的谈判又于2005年9月恢复。在此之前，为应对皮克斯与迪士尼之间可能存在的后果，乔布斯于2004年底宣布皮克斯原计划于2005年末发行的电影《汽車總動員》推迟到2006年夏天发行。之前皮克斯的电影大都在年底上线，但夏天发行可以获得更好的票房，同时也可以保证在每年的圣诞购物季节能够推出DVD。乔布斯这样做也为了将《汽車總動員》留在皮克斯自己的控制中，以应对事态的发展。
在艾斯纳被开除，罗伯特·艾格接任迪士尼CEO后，双方又回到了谈判桌。在此时，两个公司把分销协议扩展到定于2007年发行的《美食总动员》。但和旧协议不同，在新协议中，皮克斯负担全部制作费用，拥有所有角色的版权，而迪斯尼只负担发行的费用。2006年1月24日，迪士尼宣布以股票互换的形式，用74亿美元并购皮克斯，交易于2006年5月5日完成，并购后分销协议也终止。

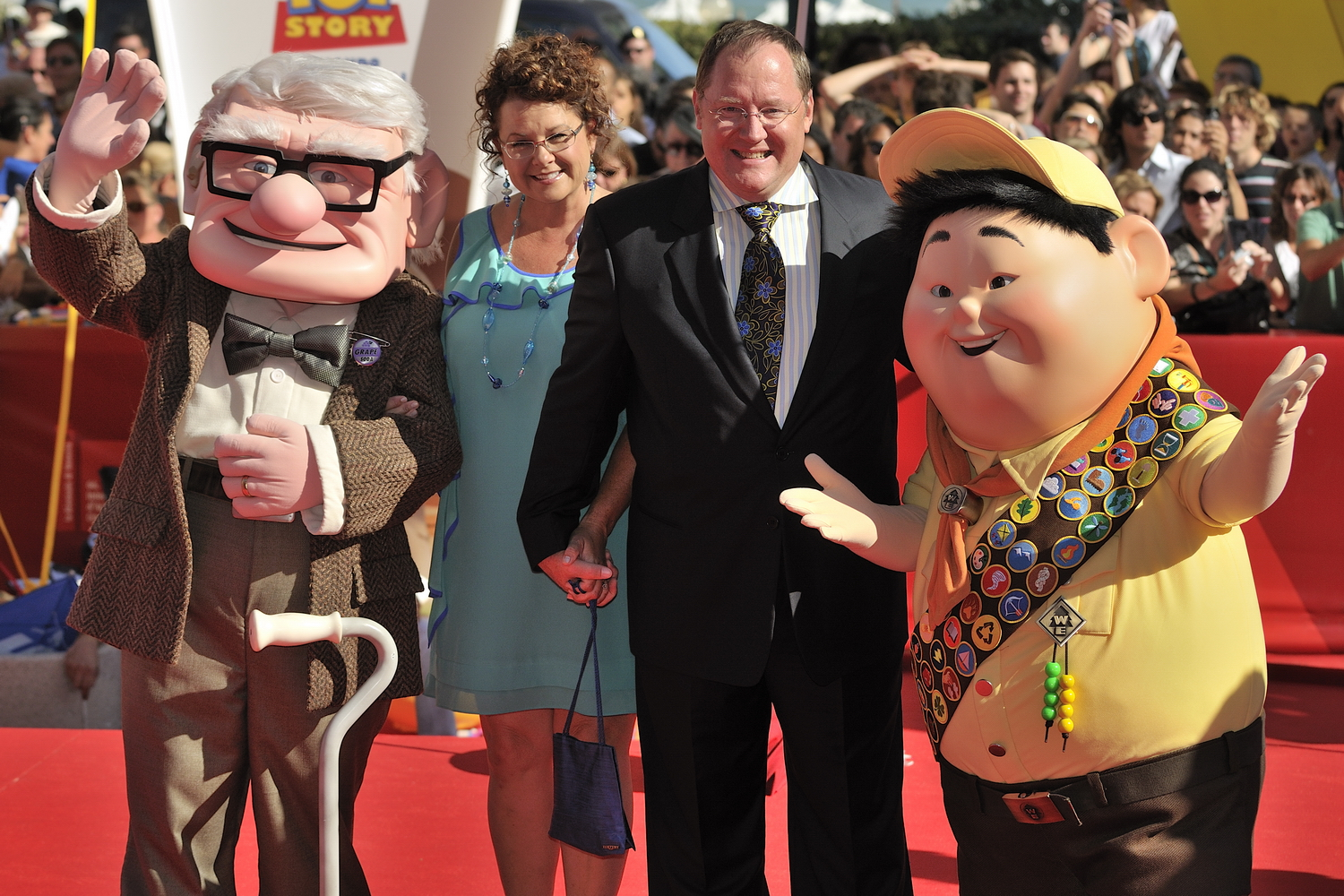
在2009年的威尼斯电影节上，约翰·拉塞特与《飞屋环游记》的动画角色合影。

通过交易，賈伯斯从持有皮克斯50.1%股份的最大股东变成持有迪士尼7%股份的最大个人股东，他不再担任皮克斯的董事长兼首席执行官，而成为迪士尼董事会的一员。约翰·拉塞特成为迪斯尼动画的创意总监（向总裁兼CEO罗伯特·艾格汇报，并向董事罗伊·愛德華·迪斯尼咨询），同时成为负责主题公园建设的華特迪士尼幻想工程的首席创意顾问。卡特莫尔仍担任皮克斯总裁，同时也是迪士尼动画工作室总裁，向罗伯特·艾格以及迪士尼动画工作室董事长迪克·库克汇报。该并购保证皮克斯保持运营上的独立性，例如皮克斯的人力资源政策仍维持不变。此外，皮克斯的名字仍保留下来，工作地点也维持不变。从汽車總動員开始，电影品牌的标示变为“Disney•Pixar”。

### 公司扩张
2010年4月20日，皮克斯在加拿大不列颠哥伦比亚省温哥华市中心开设了皮克斯加拿大分部，面积2000平方米。新工作室的主要业务是以皮克斯原有的动画形象为主角制作动画短片和电视动画系列。该工作室第一部作品为电视动画系列《拖线狂想曲》中的《喷射拖线》，此外还制作了《玩具总动员：小玩具》、《玩具总动员：派对恐龙》等作品。2013年10月，工作室被迪士尼影业关闭。

### 合作与教育
2017年，皮克斯与可汗学院合作共同推出“Pixar in a box”项目，该项目将动画的制作过程用课程、互动、代码展示。

## 制作动画

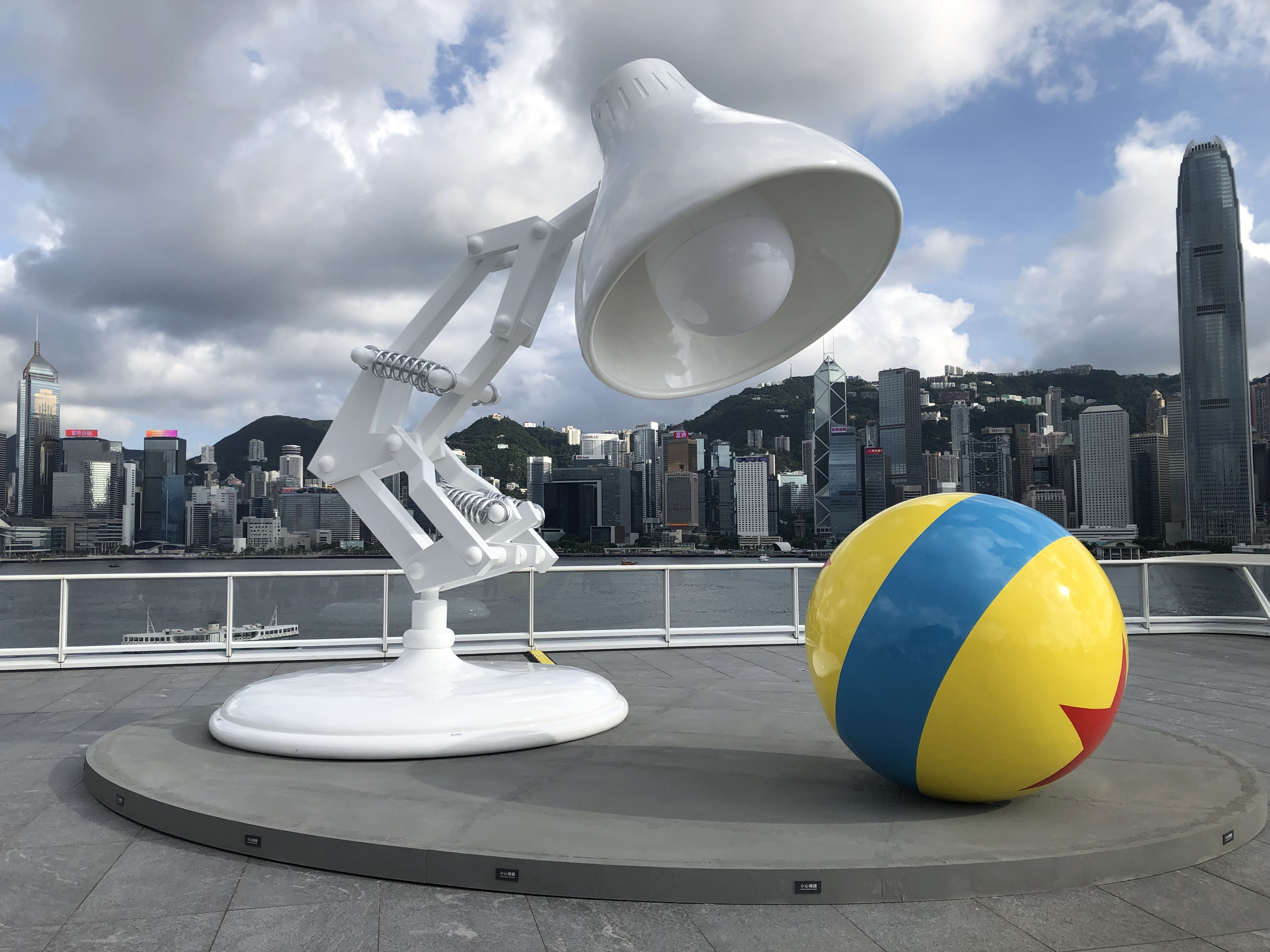
《小洛素》是皮克斯的象徵之一，此模型曾在香港作短暫展示。

### 动画长片
皮克斯初创时期的动画师当中，虽然包括约翰·拉塞特在内的一些人是制作传统动画出身，但也有一些人專門制作定格动画或计算机动画，还有的是刚毕业的大学生。皮克斯大约在推出1998年的《虫虫危机》及1999年的《玩具总动员2》的时候，又聘请了大量动画师并组成了一个动画部门。当时，《玩具总动员》是皮克斯唯一一部成功的电影；美国的动画产业仍然集中在洛杉矶，而皮克斯总部在距离此地350英里以北的旧金山湾区；此外，传统的二维动画仍是动画电影的主流。但新加入皮克斯的来自洛杉矶的员工离开自己在当地的家庭，来到皮克斯；并放弃传统动画，尝试电脑动画。他们中有的是刚毕业的大学生，有的已有制作动画长片的经历。对这些拥有传统动画技能的人，皮克斯开发了动画软件Marionette，使传统动画师在为皮克斯制作电影前的培训成本降至最低。
在接受公共电视网的Tavis SmileyTalk Show采访时，拉塞特表示，皮克斯的电影遵循着这个工作室本身拥有的并不断自我完善着的主题：在朋友和家人帮助下，电影中的主角冒险外出，进入真实的世界，并且学会感激朋友和家人。作为对话的中心，拉塞特说：
它必须与主角的成长以及如何改变有关。
（It's gotta be about the growth of the main character, and how he changes.）
皮克斯的动画长片有一个特别的传统——让约翰·拉岑贝格尔配音，哪怕只是一个客串的角色或者話外音。这个传统从《玩具总动员》一直延续至今。皮克斯的动画中存在拟人化的角色以及一些彩蛋，一个名为The Pixar Theory的博客由此发布了一个理论，认为这些角色与“皮克斯宇宙”有所关联。

### 续集与前传
最初迪士尼委托皮克斯制作的《玩具总动员2》是以录影带首映形式发布的，但拉塞特成功说服大家将《玩具总动员2》制成一部院线电影。

### 短片
除了动画长片，皮克斯也会制作一些动画短片，并以DVD附加内容或电影院贴片的形式播出。
2018年，皮克斯开始制作《火花短片系列》，这个短片系列原本是皮克斯為了鼓勵動畫師自由創作而推出的獨立短片系列。系列最初在YouTube上播出，于2019年底转至Disney+播出。

### 电视剧集
《玩具总动员》是眾多皮克斯电影中首部被改编成电视版的作品，分别改编成了《巴斯光年的星际使命：冒险开始》与《巴斯光年的星际使命》。《赛车总动员》则被改编成一集三至五分钟的《拖线狂想曲》，并于迪士尼XD播出。
2019年，迪士尼宣布基于《玩具总动员4》的短篇剧集《叉叉提出一个问题》和《怪兽电力公司》的衍生剧集《怪兽上班》將在Disney+上線，其中《叉叉提出一个问题》已经随Disney+正式上线当天（2019年11月12日）开播并于2020年1月10日完结，而《怪兽上班》则于2021年开播。2022年9月8日，《赛车总动员》的延伸影集《汽車总动员：公路旅行》在Disney+上線。